# June Van Cleef
June Van Cleef (nascida em 23 de setembro de 1941) é uma fotógrafa americana.
O trabalho de Van Cleef está incluído nas colecções do Harry Ransom Center, do Grace Museum, do Amon Carter Museum e do Museu de Belas-Artes de Houston.